# Anja Andersen
 For alternative betydninger, se Anja Andersen (flertydig). (Se også artikler, som begynder med Anja Andersen)
Anja Jul Andersen (født 15. februar 1969 i Odense) er en dansk tidligere håndboldspiller og -træner, som i perioden 1989-1998 spillede 133 kampe og scorede 725 mål for det danske landshold. På trænersiden er hun især kendt fra tiden i spidsen for Slagelse Dream Team i begyndelsen af 2000'erne, hvor holdet gik fra en position i landets næstbedste række til at vinde danmarksmesterskabet i flere sæsoner samt Champions League tre år.

## Karriere
Hun er datter af to tidligere landsholdsspillere, Keld og Vivi Andersen og har derfor spillet håndbold, fra hun var ganske lille. Hun slog igennem med det talentfulde kuld, der vandt U-VM sølv i 1987 med Ulrik Wilbek som træner. Hun var med hele vejen op gennem 1990'erne, da dansk kvindehåndbold gik fra et nulpunkt til den absolutte top. I den periode lærte det danske publikum Anja Andersen at kende som den i det ene øjeblik helt sublime spiller og i det næste som den temperamentsfulde spiller, der kostede adskillige udvisninger samt sammenstød med trænere – især Wilbek.
Hun måtte stoppe sin karriere i utide i 1999, da hun fik konstateret en hjertefejl, hvorefter hun kastede  sig over trænerjobbet. Hendes veldefinerede håndboldfilosofi handler om at bevare legen i sporten. Denne legende tilgang har hun ført ud i livet i form af Anja's Håndboldskole, som hun igennem nogle år har arrangeret forskellige steder i landet.
Som kendt håndboldspiller (på godt og ondt) fik hun mulighed for at opbygge et elitehold stort set fra bunden, idet man i Slagelse kunne se mulighederne og kunne skaffe sponsorer til det, der i løbet af meget få år førte en klub fra den næstbedste række til sejr i Champions League. Hun har derudover været landstræner for Serbien-Montenegro.
Også som træner har Anja Andersen til tider haft svært ved at styre temperamentet over for både med- og modspillere såvel som kampenes dommere, hvilket har kostet mange udvisninger og røde kort. I forbindelse med en ligakamp i 2006 fik hun en længere karantænedom såvel nationalt som internationalt, hvilket hun havde svært ved at acceptere. Hun luftede planer om at opbygge en privat håndboldliga uden om Dansk Håndbold og fik opbakning til ideen fra flere af de største klubber rundt om i verden. Anja Andersen droppede planen, da DHF blev dømt til at annullere dommen på et års karantæne.
Hun har senest indgået i trænerteamet for U/18-piger i HC Odense.

## Klubber
Som spiller
- Stjernen IF
- Allested Vejle
- ASH 72
- IF Jarl Arden
- Aalborg KFUM
- Ikast FS
- Viborg HK
- Bækkelaget
- TuS Walle Bremen

Som træner
- Slagelse FH
- F.C. København Håndbold
- CS Oltchim Râmnicu Vâlcea
- Viborg HK – assistent for herreholdet
- HC Odense – U/18 piger
- DHG Odense

## Resultater

### Klubhold
Som spiller
- 1992 Norsk mester (Bækkelaget)
- 1994 Tysk mester + pokalvinder + vinder af Europa Cup for pokalvindere (TuS Walle Bremen)
- 1995 Tysk mester + pokalvinder (TuS Walle Bremen)
- 1996 Tysk mester (TuS Walle Bremen)
- 1997 Pokalvinder (Bækkelaget)
- 1998 Vinder af Europa Cup for pokalvindere (Bækkelaget)
- 1999 Norsk mester + pokalvinder + vinder af Europa Cup for pokalvindere (Bækkelaget)

Som træner
- 2003 Dansk mester + pokalvinder + EHF Cup vinder (Slagelse FH)
- 2004 Vinder af Champions League (Slagelse FH)
- 2005 Dansk mester + vinder af Champions League (Slagelse DT)
- 2007 Dansk mester + vinder af Champions League (Slagelse DT)

### Landsholdet
Som spiller
- 1987 U-VM sølv
- 1993 VM sølv
- 1994 EM guld
- 1995 VM bronze
- 1996 EM guld + OL guld
- 1997 VM guld

## Anerkendelser
- 1994: Valgt til verdens næstbedste håndboldspiller
- 1996: EM's bedste spiller[4]
- 1997: Kåret som verdens bedste håndboldspiller[5]
- 2007: Optaget i den danske Hall of Fame
- 2009: Mathildeprisen for at have udfordret konventionen om, at trænere af elitesportsfolk altid er mænd.[6]
- 2024: Optaget i EHFs Hall of Fame[7]